# Werkzeugbau
Im Werkzeugbau werden von Werkzeugmechanikern (Werkzeugmachern) Vorrichtungen und Werkzeuge hergestellt, die zur rationellen Bearbeitung, Montage und Qualitätskontrolle von Werkstücken und Erzeugnissen in der handwerklichen oder industriellen Fertigung eingesetzt werden. Viele Werkzeuge und Vorrichtungen werden heute mehrheitlich mit Hilfe von hochpräzisen, meist CNC-gesteuerten Werkzeugmaschinen angefertigt. 
Vorrichtungen und Werkzeuge sind überwiegend Einzelanfertigungen und deshalb in ihrer Herstellung sehr aufwendig. Die teure, arbeitsintensive Fertigung einfacher Standardwerkzeuge wird deshalb mehr und mehr in Niedriglohnländer verlagert. Die Branche in Westeuropa und den USA konzentriert sich zunehmend auf hochqualitative, innovative Produktionslösungen, die den Kunden einen Produktivitätsvorsprung vor ihren Konkurrenten ermöglichen.
Der Werkzeugbau wird in folgende Spezialgebiete unterteilt:
- Umformwerkzeuge: Stanzwerkzeuge, Gesenke (Formwerkzeuge), Ziehwerkzeuge, Drückwerkzeuge und Blaswerkzeuge
- Urformwerkzeuge: Kunststoffspritzgieß- und -presswerkzeuge, Gussformen, Extrusionswerkzeuge
- Vorrichtungsbau (Bau spezieller, fertigungsspezifischer Vorrichtungen, Geräte und Apparate)
- Lehrenbau

## Anwendungsgebiete
Abnehmer des Werkzeugbaus sind Metall-, Kunststoffverarbeitungs- oder Gießereibetriebe, sowie Endabnehmer in verschiedenen Industriezweigen. 
Beispiele hierfür sind:
- Apparatebau
- Automobilindustrie und deren Zulieferer
- Bauindustrie (Sanitärtechnik, Befestigungstechnik usw.)
- Elektronik
- Elektrotechnik
- Haushalt und Büro
- Luft- und Raumfahrtindustrie
- Maschinenbau
- Münzprägetechnik
- Medizintechnik
- Messtechnik
- Telekommunikation
- Verpackungsindustrie
- Verschiedene Spezialzweige

## Rapid Tooling
Damit ein Werkzeug für ein Fertigungsteil hergestellt werden kann, wird meist vorab eine spezielle technische Zeichnung oder ein 3D-Modell mit Hilfe von CAD erstellt. Mit Hilfe dieser Daten wird ein Prototyp hergestellt. Dieser Prototyp wird heute vielfach aus 3D-CAD-Daten mittels additiver Fertigungsverfahren im so genannten Rapid-Prototyping hergestellt. Genügen die Eigenschaften des Prototyps den gegebenen Anforderungen nach einem oder mehreren Durchläufen, so können in der Konstruktion die Detailzeichnungen für das eigentliche Werkzeug oder zumindest für ein Musterwerkzeug erstellt werden.
Die Durchlaufzeit zur Herstellung eines Werkzeugs beträgt üblicherweise mehrere Wochen oder Monate. Dabei ist zu berücksichtigen, dass ein immer größerer Anteil von der Vorphase (Entwicklung) in Anspruch genommen wird. Durch den Einsatz von Simulationstechniken wie der Finite-Elemente-Methode (FEM) sowie moderner Fertigungs- und Automatisierungstechnologien konnten jedoch Entwicklungszeiten deutlich verkürzt und Feinabstimmungen effizienter durchgeführt werden. Häufig müssen nach der Werkzeugfertigstellung zunächst Versuchsteile hergestellt werden, um mögliche Mängel oder Ungenauigkeiten zu identifizieren und gegebenenfalls durch Nacharbeit (z. B. Nachfräsen oder Nachschleifen) zu korrigieren. Die Durchlaufzeit für die Produktentwicklung, die oft nur begrenzt vom Werkzeugbau beeinflusst werden kann, wird zunehmend zu einem entscheidenden Wettbewerbsfaktor für den Endabnehmermarkt.

## Aktuelle Ausbildungsberufe in Deutschland
- Werkzeugmechaniker (Industrie)
- Feinwerkmechaniker mit Schwerpunkt Werkzeugbau (Handwerk)
- Mechatroniker (Maschinen- und Anlagenbau); eingesetzt im Vorrichtungs- und Sondermaschinenbau

## Aktuelle Ausbildungsberufe in der Schweiz
- Polymechaniker EFZ, Fachrichtung Werkzeugbau
- Produktionsmechaniker EFZ